# Slaves of the World
Slaves of the World är det sjunde studioalbumet med det norska black metal-bandet Old Man's Child. Albumet utgavs 2009 av skivbolaget Century Media Records.

## Låtlista
1. "Slaves of the World" – 4:41
2. "Saviours of Doom" – 4:03
3. "The Crimson Meadows" – 4:34
4. "Unholy Foreign Crusade" – 3:40
5. "Path of Destruction" – 5:21
6. "The Spawn of Lost Creation" – 4:07
7. "On the Devil's Throne" – 4:49
8. "Ferden Mot Fienden's Land" – 5:34
9. "Servants of Satan's Monastery" – 5:19

- Text och musik: Galder

## Medverkande
Musiker (Old Man's Child-medlemmar)
- Galder (Thomas Rune Andersen Orre) – sång, gitarr, basgitarr, keyboard

Bidragande musiker
- Peter Wildoer – trummor

Produktion
- Galder – producent
- Fredrik Nordström – producent, ljudtekniker, ljudmix
- Henrik Udd – ljudtekniker, ljudmix
- Peter In de Betou – mastering
- Gustavo Sazes – omslagsdesign, omslagskonst
- Gustavo Garcetti – foto
- Stephanie Cabral – foto
- Christophe Szpajdel – logo